# Lego Star Wars: The Freemaker Adventures
Lego Star Wars: The Freemaker Adventures (Lego Star Wars: Las Aventuras de los Freemaker en Latinoamérica) es una serie de televisión de comedia de acción animada por ordenador que se basa en el tema de Lego Star Wars, y se estrenó en Disney XD el 20 de junio de 2016. En Latinoamérica preestrena el 4 de septiembre de 2016 y estrena el 17 de septiembre en Disney XD

## Información general
The Freemaker Adventures  se centra en una familia de tres jóvenes hermanos, joven Rowan, su hermana Kordi, y su hermano Zander-conocidos como los Freemakers, que salvan las piezas de naves destruidas o dañadas que utilizan para construir otras nuevas, que luego venden en para hacer la vida. Están acompañados por su salvado droide de batalla Roger. Sin embargo, la familia se enreda en la batalla entre el Imperio Galáctico y la Alianza Rebelde cuando Rowan descubre parte de un antiguo artefacto conocido como el Sable Kyber. A continuación, se da cuenta de su propia conexión con la Fuerza y se encuentra con una misteriosa portadora de la fuerza llamada Naare antes de embarcarse en un viaje con sus hermanos que les lleva a encontrarse con nuevos y viejos de personajes que se enfrenta a partir de la guerra de las galaxias.

## Reparto y Personajes

### The Freemakers
- Vanessa Lengies como Kordi Freemaker, es la hermana de la mitad de la familia que es muy protectora de su hermano más joven Rowan y desaprueba su participación en la búsqueda de la Kyber Saber.
- Nicolas Cantu como Rowan Freemaker, el miembro joven de 12 años sensible a la Fuerza de la familia que a menudo tiene problemas con prestar atención a sus hermanos mayores y otras figuras de autoridad.
- Eugene Byrd como Zander Freemaker, el hijo mayor de la familia y un mecánico que se especializa en la creación de nuevos buques y dispositivos de componentes sobrantes. Él odia a sus creaciones siendo llamados " Feos ", prefiriendo el término " Z -Wings ", y tiene un agolpamiento considerable sobre Naare.
- Matthew Wood como Roger, un criado androide de batalla reprogramado de la familia y amigo.

### El Imperio
- Gris Griffin como Naare, una agente imperial sensible a la Fuerza que se hace pasar por un sobreviviente Jedi de la Orden 66 de engañar y utilizar los Freemakers en su misión de encontrar los cristales Kyber Saber. Ella tiene un conjunto de marcas faciales que cambian de forma y color, junto con sus ojos cuando se enoja o grifos en el lado oscuro.
- Matt Sloan como Darth Vader, un Señor Oscuro de los Sith
- Trevor Devall como emperador Palpatine, maestro de Darth Vader y el gobernante del Imperio.
- Richard Kind como Durbin, un oficial imperial cobardes que se introduce como un capitán de corbeta pero pronto ascendido a general por el emperador. Durbin es plenamente consciente de los peligros de alto rango en el Imperio y trató de evitar a toda costa, sólo para ser dado el mando de una fuerza mayor con el fin de hacer frente a los Freemakers. Él se coloca posteriormente encargado de la seguridad en el Museo de Palpatine emperador en Naboo.
- Jeff Bennett como Plumestriker, comando de segundo al de Durbin que carece de su superior sano temor de los peligros de estar en una posición de mando en el imperio. Comienza como un teniente, pero luego es ascendido a comandante después de Durbin se hace un general.
- Jane Leeves como teniente Estoc, un oficial imperial femenino asignado a la rueda que participa en la caza de Luke y Leia cuando llegan a la estación en busca de reparaciones.
- James Urbaniak como MO-C, un droide imperial creado por Palpatine para cazar a Rowan y es aparentemente destruido por Darth Vader.

### Otros Villanos
- Dana Snyder como Graballa la Hutt, primo envidia de Jabba que se mantiene constantemente de perseguir sus propias ambiciones por una mayor influencia de Jabba y que busca, los cristales Kyber como medio de obtener poder. Él es de 462 años, y ha pasado de 200 de ellos se ejecuta una operación de minería en un campo de asteroides, amamantando a sus sueños de la ejecución de un complejo de playa. Con el tiempo se une fuerzas con Naare de modo que el par puede recuperar los cristales juntos.
- Kevin Michael Richardson como Jabba el Hutt, el primo de Graballa que a menudo se siente molesto por las payasadas de Graballa. A diferencia de Graballa, el que habla en Inglés/Básico, Jabba habla en huttés.
- James Patrick Stuart como Dengar, un cazador de recompensas en el empleo de Graballa que es conocido por no ser tan temido como Boba Fett.
- John DiMaggio y Danny Jacobs como Baash y Raam, un par de idiotas iktotchi al servicio de Graballa el Hutt que son constantes en su espinas y Dengar de lado debido a su incompetencia.
- Dee Bradley Baker como Boba Fett, un cazarrecompensas al servicio de Jabba el Hutt que es unviejo amigo de Dengar. Baker también ofrece varias voces adicionales, tales como Ben Quadinaros, y es conocido por expresar todos los soldados clon en Star Wars: The Clone Wars y Star Wars rebeldes entre otras funciones.

### Rebeldes
- Michael Daingerfield como Han Solo, un traficante volvió rebelde que ayudó a destruir la Estrella de la Muerte .
- Billy Dee Williams como Lando Calrissian, el exadministrador de la ciudad de la nube se volvió líder en la Rebelión. Trabaja con Chewbacca en ausencia de Han Solo .
- Eric Bauza, como Luke Skywalker, un líder Rebelión Jedi y en entrenamiento. Como El Freemaker aventuras tiene lugar después de El Imperio Contraataca, Luke aparece en su atuendo de El retorno del Jedi y empuña la espada de luz verde.
- Julie Dolan como la Princesa Leia Organa , uno de los pocos sobrevivientes del planeta destruido Alderaan y un líder de la Rebelión. Ella y Luke satisfacer a los Freemakers después de una misión fallida deja su nave dañada , y trabajar junto con ellos para evadir la captura Imperial.

### Otros
- Thomas Lennon como Wick Cooper, residente rico de la estación espacial de la rueda que ocasionalmente llega a los Freemakers contar con su trabajo en sus vehículos. Muy lleno de sí mismo y orgulloso de su estación, que está muy dispuesto a intimidar a los Freemakers (particularmente Zander) y otras, consideradas por él como por debajo de él. Él es también un individuo insensible, una vez haciendo una broma a costa de la destrucción de Alderaan. Por desgracia para él, lo hizo en presencia de la princesa Leia.
- Jeff Bennett como Ignacio Wortan, un hombre de negocios twi'leko.
- Greg Baldwin como Furlac, implacable arrendador aqualish los Freemakers 'a bordo de la estación espacial de la rueda. Él está constantemente amenaza con echar a los Freemakers si no pagan el alquiler a su tienda en el tiempo, pero sobre todo es susceptible de forzar la persuasión como empleado por Naare.
- Michael Donovan como Obi-Wan Kenobi, un maestro Jedi fallecido, que entrenó a Luke Skywalker.
- Jim Cummings como Hondo Onahka, un pirata weequay que dirigió el Ohnaka Gang.
- Gris Griffin como Maz Kanata, una pirata y contrabandista.
- Brian Dobson como Jek-14, también conocido como el creador de Zoh, un antiguo experimento Sith que usa la Fuerza para construir. Jek apareció por primera vez en Lego Star Wars: Las crónicas de Yoda y su serie de la consecuencia de Lego Star Wars: Las Nuevas Crónicas de Yoda, y en el Freemaker aventuras se ve en su aspecto ancianos de este último.
- French Stewart como N-R30, un androide que se resiente orgánicos debido a su maltrato a los droides.
- Fred Tatasciore como BL-OX, un gran androide leal a Jek pero influenciado por N-R30.

## Episodios
La siguiente es una lista de episodios de la serie de televisión de Disney XD Lego Star Wars: The Freemaker Adventures.

## Temporadas
| Temporada | Temporada | Episodios | Episodios | Emisión original                                                                                              | Emisión original                                                                                           |
| Temporada | Temporada | Episodios | Episodios | Primera emisión                                                                                               | Última emisión                                                                                             |
| --------- | --------- | --------- | --------- | --- | --- |
|           | 1         | 13        | 13        | 20 de junio de 2016 (Estados Unidos) 17 de septiembre de 2016 (Latinoamérica) 1 de octubre de 2016 (España)   | 29 de agosto de 2016 (Estados Unidos) 16 de diciembre de 2016 (Latinoamérica) 14 de enero de 2017 (España) |
|           | 2         | 13        | 13        | 17 de junio de 2017 (Estados Unidos) 4 de noviembre de 2017 (Latinoamérica) 16 de septiembre de 2017 (España) | 16 de agosto de 2017 (Latinoamérica) 2017 (Latinoamérica) 22 de octubre de 2017 (España)                   |

## Lista de episodios

### Temporada 1: 2016
| N.º en serie | N.º en temp. | Título                            | Estreno en Estados Unidos | Estreno en Latinoamérica | Estreno en España       | Código de prod. | Audiencia (millones) |
| ------------ | ------------ | --------------------------------- | ------------------------- | ------------------------ | ----------------------- | --------------- | -------------------- |
| 1            | 1            | «A Hero Discovered»               | 20 de junio de 2016       | 4 de septiembre de 2016  | 1 de octubre de 2016    | 101             | 0.51                 |
| 2            | 2            | «The Mines of Graballa»           | 21 de junio de 2016       | 18 de septiembre de 2016 | 8 de octubre de 2016    | 102             | 0.26                 |
| 3            | 3            | «Zander's Joyride»                | 22 de junio de 2016       | 24 de septiembre de 2016 | 15 de octubre de 2016   | 103             | 0.36                 |
| 4            | 4            | «The Lost Treasure of Cloud City» | 23 de junio de 2016       | 25 de septiembre de 2016 | 22 de octubre de 2016   | 104             | 0.44                 |
| 5            | 5            | «Peril on Kashyyyk»               | 27 de junio de 2016       | 7 de octubre de 2016     | 29 de octubre de 2016   | 105             | 0.51                 |
| 6            | 6            | «Crossing Paths»                  | 11 de julio de 2016       | 14 de octubre de 2016    | 12 de noviembre de 2016 | 106             | 0.49                 |
| 7            | 7            | «Race on Tatooine»                | 18 de julio de 2016       | 21 de octubre de 2016    | 19 de noviembre de 2016 | 107             | 0.52                 |
| 8            | 8            | «The Test»                        | 25 de julio de 2016       | 28 de octubre de 2016    | 26 de noviembre de 2016 | 108             | 0.45                 |
| 9            | 9            | «The Kyber Saber Crystal Chase»   | 1 de agosto de 2016       | 11 de noviembre de 2016  | 10 de diciembre de 2016 | 109             | 0.44                 |
| 10           | 10           | «The Maker of Zoh»                | 8 de agosto de 2016       | 25 de noviembre de 2016  | 17 de diciembre de 2016 | 110             | 0.44                 |
| 11           | 11           | «Showdown on Hoth»                | 15 de agosto de 2016      | 2 de diciembre de 2016   | 24 de diciembre de 2016 | 111             | 0.34                 |
| 12           | 12           | «Duel of Destiny»                 | 22 de agosto de 2016      | 9 de diciembre de 2016   | 7 de enero de 2017      | 112             | 0.46                 |
| 13           | 13           | «Return of the Kyber Saber»       | 29 de agosto de 2016      | 16 de diciembre de 2016  | 14 de enero de 2017     | 113             | 0.45                 |

### Temporada 2: 2017
| N.º en serie | N.º en temp. | Título                                                  | Estreno en Estados Unidos | Estreno en Latinoamérica | Estreno en España        | Código de prod. | Audiencia (millones) |
| ------------ | ------------ | ------------------------------------------------------- | ------------------------- | ------------------------ | ------------------------ | --------------- | -------------------- |
| 14           | 1            | «Un nuevo hogar» «A New Home»                           | 17 de junio de 2017       | 4 de noviembre de 2017   | 16 de septiembre de 2017 | 201             | -                    |
| 15           | 2            | «Lio en Tibalt» «Trouble on Tibalt»                     | 17 de junio de 2017       | 5 de noviembre de 2017   | 17 de septiembre de 2017 | 202             | -                    |
| 16           | 3            | «La torre de Alistan Nor» «The Tower of Alistan Nor»    | 31 de julio de 2017       | - 2017                   | 23 de septiembre de 2017 | 203             | -                    |
| 17           | 4            | «La cuchilla de acero de ascuas» «The Embersteel Blade» | 1 de agosto de 2017       | - 2017                   | 24 de septiembre de 2017 | 204             | -                    |
| 18           | 5            | «Las tormentas de Taul» «The Storms of Taul»            | 2 de agosto de 2017       | - 2017                   | 30 de septiembre de 2017 | 205             | -                    |
| 19           | 6            | «Regreso a la rueda» «Return to the Wheel»              | 3 de agosto de 2017       | - 2017                   | 1 de octubre de 2017     | 206             | -                    |
| 20           | 7            | «The Lost Crystals of Qalydon»                          | 7 de agosto de 2017       | - 2017                   | 7 de octubre de 2017     | 207             | -                    |
| 21           | 8            | «The Pit and the Pinnacle»                              | 8 de agosto de 2017       | - 2017                   | 8 de octubre de 2017     | 208             | -                    |
| 22           | 9            | «Flight of the Arrowhead»                               | 9 de agosto de 2017       | - 2017                   | 13 de octubre de 2017    | 209             | -                    |
| 23           | 10           | «A Perilous Rescue»                                     | 10 de agosto de 2017      | - 2017                   | 14 de octubre de 2017    | 210             | -                    |
| 24           | 11           | «Escape from Coruscant»                                 | 14 de agosto de 2017      | - 2017                   | 15 de octubre de 2017    | 211             | -                    |
| 25           | 12           | «Free Fall»                                             | 15 de agosto de 2017      | - 2017                   | 21 de octubre de 2017    | 212             | -                    |
| 26           | 13           | «Return of the Return of the Jedi»                      | 16 de agosto de 2017      | - 2017                   | 22 de octubre de 2017    | 213             | -                    |

- Datos: Q24204124